# Federazione di softball della Cina
La Federazione cinese di softball (eng. Chinese Softball Association) è un'organizzazione fondata nel 1986 per governare la pratica del softball in Cina.
Organizza il campionato di softball cinese, e pone sotto la propria egida la nazionale di softball femminile.